# 仁藤萌乃
仁藤 萌乃（にとう もえの、1992年〈平成4年〉7月22日 - ）は、日本のアイドル、女優、タレント。女性アイドルグループAKB48およびalmaの元メンバー。「moeno」の名でYouTuberとしても活動している。東京都町田市出身。

## 略歴
2007年
- 『AKB48 第二回研究生（5期生）オーディション』に合格[2]。

2008年
- 4月28日のチームA公演で、戸島花のアンダーとしてAKB48劇場の公演デビュー[4]。
- 8月5日に旧チームBの正規メンバーに昇格した[5]。

2009年
- 6月24日、12thシングル「涙サプライズ!」で、初めて選抜メンバー入りを果たす。[要出典]
- 8月23日に開催された『読売新聞創刊135周年記念コンサート AKB104選抜メンバー組閣祭り』の夜公演において、同年10月よりチームKに異動することが発表された[6]。

2010年
- 3月12日に当初の発表より遅れて、チームKとしての活動を開始した[7]。
- 5月から6月にかけて実施された『AKB48 17thシングル選抜総選挙「母さんに誓って、ガチです」』では29位で、アンダーガールズ入りを果たした[8]。
- 7月、宮崎美穂、佐藤すみれ、石田晴香とともにユニット「ナットウエンジェルZ」を結成[9]。

2011年
- 5月から6月にかけて実施された『AKB48 22ndシングル選抜総選挙「今年もガチです」』では31位で、アンダーガールズ入りを果たした[10]。

2012年
- 5月から6月にかけて実施された『AKB48 27thシングル選抜総選挙』では55位で、フューチャーガールズ入りを果たした[11]。
- 6月16日にフジテレビ系列で放送された『芸能界特技王決定戦 TEPPEN』の書道部門にて、書道4段の腕前を披露し、Aブロック代表戦（準決勝）では「笑」で89点、決勝では「心の糸」で88点の評価を受け、「書道初代TEPPEN」の座についた。AKB48では、ピアノ部門でTEPPENの座についた松井咲子に続き、2人目の特技王となった[12]。
- 7月20日から8月1日まで東京国際フォーラムで公演が開催されたミュージカル『ピーター・パン』ウェンディ役を佐藤すみれとダブルキャストで演じた[13]。
- 8月24日、『AKB48 in TOKYO DOME 〜1830mの夢〜』初日公演において、チームAに異動することが発表される[14][15]。
- 9月18日に開催された『AKB48 29thシングル選抜じゃんけん大会』では2位で、二度目の選抜入りを果たした[16]。
- 11月1日、チームAに異動。[17]。
- 11月2日、チームAウェイティング公演のスターティングメンバーとして新チームでの活動を開始する[18]。

2013年
- 2月14日、劇場公演においてAKB48を卒業することを発表した[19][20]。
- 4月28日、デビュー5周年となる同日に開催された『AKB48グループ臨時総会 〜白黒つけようじゃないか!〜【夜の部】「AKB48グループ総出演公演」』をもってAKB48を卒業した[4]。
- 10月4日、9月26日に主演舞台『心は孤独なアトム』の稽古中に足をひねり、左足首を骨折した。全治1か月半の診断。AKB48卒業後初の主演舞台ということもあって、ギプスをはめながらも、10月3日にはシアターグリーン BOX in BOX THEATERで開催の初日公演を務めた[21]。

2018年
- 9月13日、2019年3月31日をもって所属のホリプロとの契約を終了し、芸能界を引退することを報告[22]。

2019年
- 10月6日、YouTubeに公式チャンネルを開設。YouTuberとしての活動を始める。

2023年
- 8月5日、自身のSNSでアイドルグループ「alma」に新メンバーとして加入したことを報告[23]。
- 10月5日、アイドルグループ「alma」からの脱退を公表[24]。

## 人物
- 主な愛称は「もえの」で、藤江れいなからは「もえちん」と呼ばれている[25]。倉持明日香はブログで仁藤を「ぴーなっつちゃん」と呼んでいる[26]。
- 左利き[27]。
- 書道4段である[12]。
- チワワの「ななちゃん」という愛犬がいる[28]。
- 仁藤夢乃は姉[3]。

### AKB48
- AKBに入ったきっかけは「人生を変えたいと思ったから」。それ以前は授業中に手を挙げることが出来ないほど、人前に出ることが嫌いだった。それまでに持っていた夢を捨ててまでのオーディション応募だったという[29]
- 好きなAKB48の楽曲として挙げているのは、「片思いの対角線」など[30]。
- 最も仲が良いのは同期の内田眞由美[31]。他にも、同期の指原莉乃や北原里英とも仲が良く、指原にはツンツン[32]、北原にはデレデレな対応をとることが多かった[33]。
- Google+で消しゴムはんこを公開[34]。秋元康が「天才!」とコメントするほどであった[35]。2012年3月から『FLASH』にて、消しゴムはんこ職人「もえはん」の連載がスタートし、高橋みなみ[36]・前田敦子[37]・大島優子[38] などの肖像画のはんこを披露した。

## ディスコグラフィ

### AKB48在籍時の参加楽曲

#### シングルCD選抜楽曲
- 涙サプライズ!
  - 初日 - 「チームB」名義
- 「RIVER」に収録
  - 君のことが好きだから - 「アンダーガールズ」名義
- 「桜の栞」に収録
  - 遠距離ポスター - 「チームPB」名義
- 「ポニーテールとシュシュ」に収録
  - 盗まれた唇 - 「アンダーガールズ」名義
  - マジジョテッペンブルース
- 「ヘビーローテーション」に収録
  - 涙のシーソーゲーム - 「アンダーガールズ」名義
  - 野菜シスターズ - 「野菜シスターズ」名義
- 「Beginner」に収録
  - 僕だけのvalue - 「アンダーガールズ」名義
  - 君について - 「MINT」名義
- 「チャンスの順番」に収録
  - ALIVE - チームK名義
- 「桜の木になろう」に収録
  - 偶然の十字路 - 「アンダーガールズ」名義
  - キスまで100マイル - 「MINT」名義
- 誰かのために -What can I do for someone?-
- 「Everyday、カチューシャ」に収録
  - ヤンキーソウル
- 「フライングゲット」に収録
  - 抱きしめちゃいけない - 「アンダーガールズ」名義
  - 青春と気づかないまま
  - 野菜占い - 「野菜シスターズ2011」名義
- 「風は吹いている」に収録
  - ゴンドラリフト - 「アンダーガールズ ゆり組」名義
- 「上からマリコ」に収録
  - ゼロサム太陽 - 「チームK」名義
- 「GIVE ME FIVE!」に収録
  - ユングやフロイトの場合 - 「スペシャルガールズC」名義
- 「真夏のSounds good !」に収録
  - 3つの涙 - 「スペシャルガールズ」名義
- 「ギンガムチェック」に収録
  - Show fight! - 「フューチャーガールズ」名義
- 「UZA」に収録
  - 孤独な星空 - 「チームA」名義
- 永遠プレッシャー
- 「So long !」に収録
  - Ruby - 「篠田TeamA」名義

#### アルバムCD選抜楽曲
- 「神曲たち」に収録
  - 君と虹と太陽と
- 「ここにいたこと」に収録
  - 僕にできること - 「チームK」名義
  - 人魚のバカンス
  - ここにいたこと - 「AKB48+SKE48+SDN48+NMB48」名義
- 「1830m」に収録
  - 家出の夜 - 「チームK」名義
  - 青空よ 寂しくないか? - 「AKB48+SKE48+NMB48+HKT48」名義

#### その他の参加楽曲
- シングルCD「Dear J」（「板野友美」名義、2011年1月26日発売）
  - ツンデレ!

#### 劇場公演ユニット曲
チームB 3rd Stage「パジャマドライブ」公演
- 純情主義（井上奈瑠卒業後）
- てもでもの涙 ※
※柏木由紀のアンダー

 チームA 4th Stage「ただいま恋愛中」リバイバル公演
- Faint
※戸島花のアンダー

 チームK 4th Stage「最終ベルが鳴る」公演
※大島優子の全員曲アンダー
 研究生「ただいま恋愛中」公演
- Faint

 チームB 4th Stage「アイドルの夜明け」公演
- 片思いの対角線
- 残念少女 ※
※渡辺麻友のユニットアンダー

 チームK 5th Stage「逆上がり」公演
- 愛の色
※宮澤佐江のアンダー

 THEATRE G-ROSSO「夢を死なせるわけにいかない」公演
- Bye Bye Bye
※小嶋陽菜・小林香菜・前田亜美のスタンバイ

 チームK 6th Stage「RESET」公演
- 制服レジスタンス
- 逆転王子様 ※
※峯岸みなみのユニットアンダー
- 心の端のソファー ※
※大島優子のユニットアンダー

### その他の楽曲
- 舞台「けものフレンズ」オリジナルサウンドトラック
  - 「さいきょうのフレンズ」「じゃぱりはくぶつかん」 - マンモス名義
  - 「みんなフレンズ」「けものみち」「サバンナガールズのけものみち」 - サバンナガールズ[注 1] 名義
  - 「まくがあがる」「けものとおどろう」 - 全フレンズ名義

## 出演

### バラエティ
- 土曜プレミアム 芸能界特技王決定戦 TEPPEN（2012年6月16日、フジテレビ）

### テレビドラマ
- マジすか学園（2010年1月8日 - 3月26日、テレビ東京） - バンジー 役
  - マジすか学園2（2011年4月15日 - 7月1日、テレビ東京）
- So long ! 第1話（2013年2月11日、日本テレビ）
- 新・刑事吉永誠一 第5話（2014年11月14日、テレビ東京） - 長谷川みのり 役

### ラジオ
- リッスン? 〜Live 4 Life〜（2013年2月5日、文化放送）

### 舞台
- らめらめ（2010年5月18日 - 23日、ワーサルシアター八幡山劇場） - 主演・スーちゃん 役[注 2]
- 心は孤独なアトム（2013年10月3日 - 6日、シアターグリーン / 25日 - 27日、大阪市立芸術創造館） - 主演・アヤコ 役
- ショッキングなほど煮えたぎれ美しく（2013年12月2日 - 15日、すみだパークスタジオ倉）
- 曇天に笑う（2015年2月21日 - 3月1日、天王洲 銀河劇場） - 錦 役
  - 曇天に笑う（2016年5月27日 - 6月5日、天王洲 銀河劇場 / 6月10日 - 11日、梅田芸術劇場 シアター・ドラマシティ）
- 三ツ星に願いを!（2015年7月8日・10日・12日、俳優座劇場） - ヒロイン・美樹 役（宮崎美穂とのダブルキャスト）
- 刻め、我ガ肌ニ君ノ息吹ヲ（2015年8月5日 - 9日、シアター1010） - ヒロイン・静 役
- 舞台「友情～新・秋桜のバラード～」（2015年8月25日、神奈川県民ホール / 8月29日、サンシティ越谷市民ホール / 9月7日、中野サンプラザホール / 9月9日、北とぴあ / 9月12日、茨城県立県民文化センター / 9月16日、柏市民文化会館 / 9月20日、土浦市民会館） - 島崎のぞみ 役（宮崎美穂とのダブルキャスト）[39]
- アリスインプロジェクト「新・戦国降臨ガール」（2015年10月21日 - 25日、全労済ホール / スペース・ゼロ） - 陸奥魔夜子 役
- 東京ギロティン倶楽部 第二回公演『幸福論』（2015年11月18日 - 23日、新宿村LIVE） - 小田島ちえこ 役
- 劇団居酒屋ベースボール 3ヶ月ロングラン公演「えのもとぐりむ作品集」第5部『猿の類い』（2015年12月2日 - 6日、下北沢GEKI地下リバティ） - 小山響子 役
- 舞台「私のホストちゃん THE FINAL〜激突！名古屋栄編」 (2016年1月29日 - 2月14日、天王洲 銀河劇場 / 2月20日、ももちパレス 大ホール / 2月27日 - 28日、森ノ宮ピロティホール / 3月1日 - 2日、名古屋市芸術創造センター)
- Knights - アーサー王と悲哀の花嫁 -（2016年8月13日 - 21日、新宿シアターモリエール） - ヒロイン・イゾルデ 役
- SAKURA -JAPAN IN THE BOX-（2016年10月4日 - 2017年3月12日、明治座） - MIYABI 役（岩田華怜・石田晴香とのトリプルキャスト[40]）
- 裁判長！ここは懲役4年でどうすか 2016（2016年10月22日 - 27日、全労済ホール スペース・ゼロ） - 橘春子 役
- ワイルドハニープロデュース『TERMINAL』（2017年1月18日 - 22日、新宿村LIVE）
- Flying Trip vol.12 『ブラックダイス』(2017年4月20日 - 24日、あうるすぽっと)
- 舞台「けものフレンズ」（2017年6月14日 - 18日、品川プリンスホテル クラブeX / 2018年1月13日 - 21日、AiiA 2.5 Theater Tokyo） - マンモス 役
  - 舞台「けものフレンズ」2～ゆきふるよるのけものたち～（2018年11月18日 - 18日、品川プリンスホテル クラブeX）
- LIVEDOGプロデュース公演『ファントム・チューニング～調霊探偵・四十万八十二の事件簿～』（2017年8月2日 - 6日、新宿村LIVE）
- TAIYO MAGIC FILM 第12回公演 『時分自間旅行』（2017年9月22日 - 10月1日、赤坂RED/THEATER）
- ぐりむの法則 『東京のぺいん-over work-』（2017年12月6日 - 11日、CBGKシブゲキ!!）
- ミュージカル座 3月公演『サイト』（2018年3月8日 - 11日、IMAホール） - なげやり娘 役
- 劇団カムカムミニキーナ vol.66『蝶つがい』（2018年5月17日 - 27日、座・高円寺1 / 6月2日 - 3日、近鉄アート館）

### ミュージカル
- ピーターパン - ヒロイン・ウェンディ 役[注 3]
  - 2012年7月20日 - 8月9日、東京 / 大阪 / 金沢
  - 2013年7月14日 - 7月28日、神奈川 / 東京

### 朗読劇
- あの日、星は重かった〜歌と朗読で綴る男たちの友情と、「彼女」の物語〜（2014年4月19日 - 20日、天王洲 銀河劇場）

### イベント
- ♥サマーパーティー♥ホリプロ50周年記念!!及びBS-TBS開局10周年記念アイドル50人大集合!!（2010年8月24日、赤坂BLITZ）

### ゲーム
- けものフレンズ3 （マンモス役）[41]

## 書籍

### 雑誌連載
- FLASH（2012年3月13日 - 5月29日、光文社） - 「もえはん」を連載。

### フォトブック
- 仁藤萌乃 フォトブック「MOENO vol.1」（2013年10月1日、ホリプロ、ISBN 978-4-90458702-7）

### カレンダー
- 仁藤萌乃 2012年カレンダー（2011年11月19日、ハゴロモ）
- 卓上 仁藤萌乃 2013年カレンダー（2012年12月7日、ハゴロモ）